# هيلموت كول (لاعب كرة قدم)
هيلموت كول (بالألمانية: Helmut Kohl)‏ هو حكم كرة قدم ولاعب كرة قدم نمساوي، ولد في 8 فبراير 1943 في حي من أحياء سالزبورغ في النمسا، وتوفي في 26 سبتمبر 1991 في النمسا بسبب سرطان.

## وصلات خارجية
- هيلموت كول على موقع Soccerway.com (الإنجليزية)